# All for One〜ダルタニアンと太陽王〜
『All for One〜ダルタニアンと太陽王〜』は2017年の宝塚歌劇団のミュージカル作品。

## 概要
形式名は「三井住友VISAカード シアター
浪漫活劇（アクション・ロマネスク）」。アレクサンドル・デュマの名作『三銃士』を原作に舞台をルイ14世時代に移し、ダルタニャンと三銃士は国王の秘密をめぐる陰謀に巻き込まれ、国王を守るために立ち向かう物語である。

## あらすじ
ルイ14世時代のフランス。銃士隊ダルタニャンはルイ14世の剣の指南役に任じられるが王はダンスに夢中で剣に興味を示さず途方にくれるがルイ14世にはある秘密が隠されている。

## 出演
ダルタニャン：珠城りょう
ルイ14世：愛希れいか
アラミス：美弥るりか
ベルナルド：月城かなと
アトス：宇月颯
ポルトス：暁千星
モンパシエ公爵夫人：沙央くらま（専科）
マザラン：一樹千尋（専科）
アンヌ・ドートリッシュ：憧花ゆりの

## スタッフ
- 脚本・演出：小池修一郎

## 公演期間
- 2017年7月14日 - 8月14日、宝塚大劇場
- 2017年9月1日 - 10月8日、東京宝塚劇場